# لويس فيليبي تيكسيرا
لويس فيليبي تيكسيرا (بالبرتغالية: Luís Filipe B. Teixeira‏) هو فيلسوف برتغالي، ولد في 3 نوفمبر 1959 في لواندا في أنغولا.